# 新川崎三井ビルディング

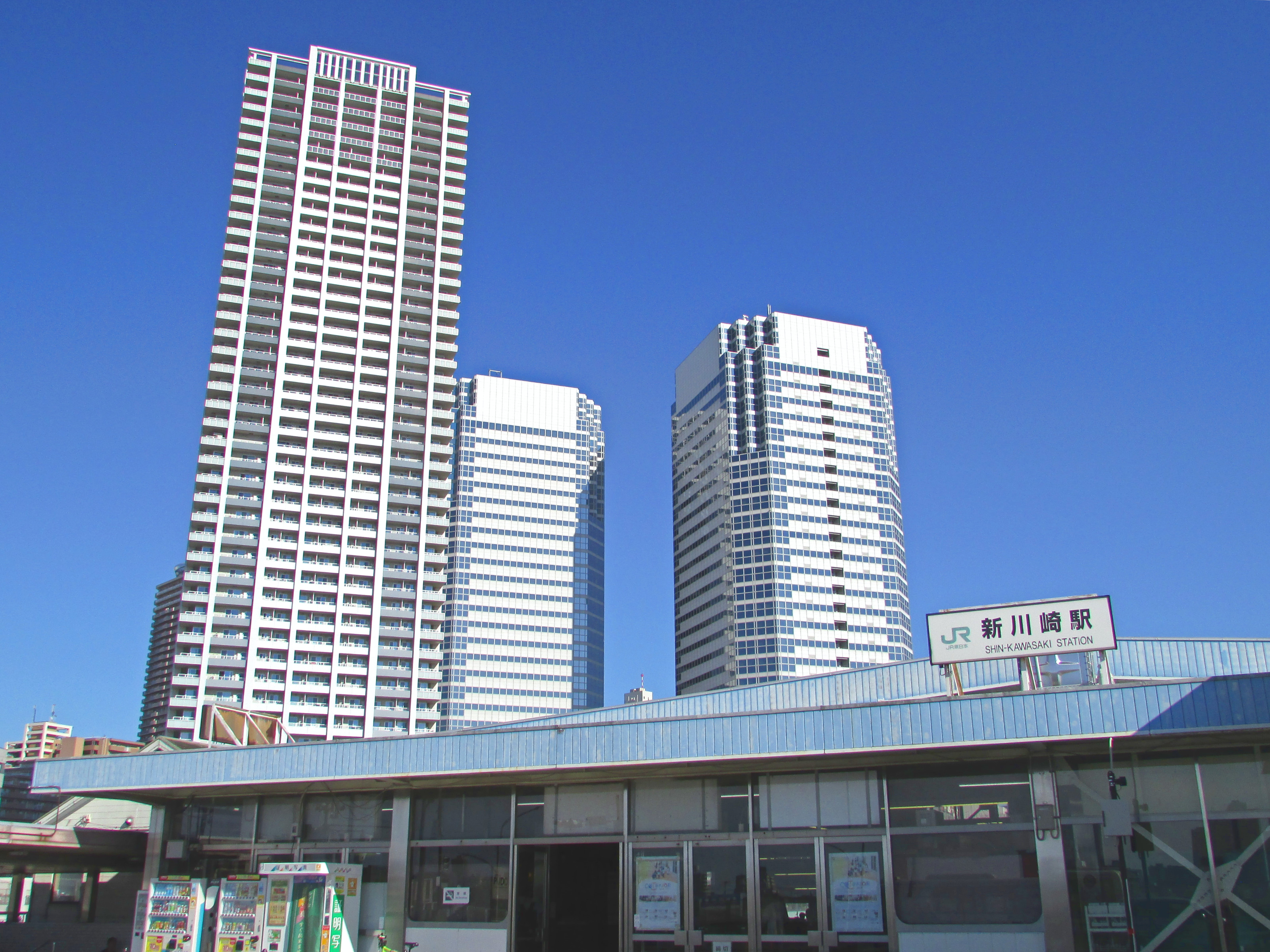
新川崎駅前。右側の2棟が新川崎ツインタワー。

新川崎三井ビル（しんかわさきみついビル）は、神奈川県川崎市幸区鹿島田にある都市再開発ビル。

## 概要
南武線鹿島田駅、横須賀線新川崎駅の線路に挟まれるように位置しており、近隣のマンション群（パークシティ）以外に高層建築物が比較的少ない鹿島田地区にあって、突出して高く異彩を放つ存在となっている。1989年3月竣工。特定街区指定。建設は三井不動産が携わり、竣工後もそのまま管理業務を行っている。
31階建ての東棟（イーストタワー）と西棟（ウエストタワー）、および2階建ての低層棟からなる。低層棟は東棟と連絡通路でつながっている。東棟と西棟をつなぐエントランスは吹き抜けのアトリウムとなっており、コンビニ等の商業店舗を利用する一般の人も多い。
元々は日立製作所川崎工場の場所であり、バブル期の地価高騰による税負担に耐えかねた日立が三井不動産に敷地を売却したことからビルの建設に至った。この経緯から、ビル開業当時は西棟1階の商業店舗スペースを除き日立が全館を借り切っていた。現在でも東棟（および低層棟）は日立が借り切っており、IDカードを所持している日立関連の社員しか入場することができない。
日立グループ内ではこのビルを「MH（三井日立ビル）」と呼んで自社ビルのように扱っており、日立製作所の社内便では宛先に（MH）と記載するだけでこのビルを指す記号となっている。
同時に開発された住居エリアはパークシティ新川崎となっている。
現在、周辺の鹿島田駅、新川崎駅を含む地区再開発事業が進められている。

## 交通アクセス

### 公共交通機関
- JR南武線鹿島田駅 徒歩7分
- JR横須賀線新川崎駅 徒歩5分

### 主なテナント
- 日立製作所
- 富士通クライアントコンピューティング
- アラクサラ
- Tianma Japan
- ハイセンスジャパン
- 富士通コミュニケーションサービス